# Davide Gaiotto
Davide Silvano Achille Gaiotto (* 11. März 1977) ist ein italienischer theoretischer Physiker, der sich mit Quantenfeldtheorien und Stringtheorie befasst.
Gaiotto gewann 1996 die Silbermedaille als italienischer Teilnehmer der Internationalen Mathematik-Olympiade und 1995 die Goldmedaille auf der Internationalen Physik-Olympiade in Canberra. Er wurde 2004 an der Princeton University bei Leonardo Rastelli promoviert. Damals befasste er sich mit Stringfeldtheorien (Feldtheorie offener bosonischer Strings), wobei er neben Rastelli auch mit Ashoke Sen und Barton Zwiebach zusammenarbeitete. Von 2004 bis 2007 war er als Post-Doktorand an der Harvard University und danach bis 2011 am Institute for Advanced Study, wo er unter anderem mit Edward Witten zusammenarbeitete. Seit 2011 ist er am Perimeter Institute für theoretische Physik in Waterloo (Ontario).
Er führte neue Techniken zum Studium und zur Konstruktion vierdimensionaler (N=2) supersymmetrischer konformer Feldtheorien ein. Er konstruierte sie aus M5-Branen, die um Riemannsche Flächen mit Punktierungen gewickelt sind. Dies führte zu neuen Einsichten in die Dynamik vierdimensionaler (supersymmetrischer) Eichtheorien. Mit Juan Maldacena studierte er diese Eichtheorien mit Hilfe der nach dem AdS-CFT-Korrespondenz zugehörigen Gravitationstheorien. 2008 gab er mit Gregory W. Moore und Andrew Neitzke eine alternative Konstruktion der Ooguri-Vafa-Metrik an, welche erstmals mit dem Gibbons-Hawking-Ansatz konstruiert wurde. 2010 führte er mit Yuji Tachikawa und Luis Alday die AGT-Korrespondenz ein (benannt nach den Autoren), eine Dualität in der sechsdimensionalen N=(0,2) superkonformen Feldtheorie bei Kompaktifizierung auf einer Fläche zu einer einfachen konformen Feldtheorie auf der Fläche (Liouville-Feldtheorie). Im ursprünglichen Modell entstanden bei Kompaktifizierung vierdimensionale Eichtheorien, später wandte er dies mit Kollegen auch auf dreidimensionale Eichtheorien an.
2012 erhielt er den New Horizons in Physics Prize und 2011 die Gribov Medal für die Aufdeckung neuer Facetten der Dynamik vierdimensionaler supersymmetricher Eichfeldtheorien und speziell für die Entdeckung einer großen Klasse vierdimensionaler superkonformer Theorien und für die Entdeckung wichtiger verwickelter Beziehungen zwischen zweidimensionalen Theorien der Gravitation und vierdimensionalen Eichfeldtheorien.